# Au am Rhein
Au am Rhein es un municipio alemán perteneciente al distrito de  Rastatt en el estado federado de Baden-Wurtemberg. Tiene unos 3.267 habitantes y el territorio municipal comprende 13,29 km². Está ubicado en la llanura del Rin Superior entre Selva Negra y Rin.